# 有働克也
有働 克也（うどう かつや、1969年9月24日 - ）は、兵庫県神戸市長田区出身の元プロ野球選手（投手、右投右打）・コーチ。1996年の一時の登録名は有働 勝次（うどう かつじ）。

## 経歴

### プロ入り前
小学3年で野球を始める。神港学園時代は控え投手であり目立たなかったが、大阪経済大学へ進むと素質が開花した。1年生春に6勝無敗で最優秀投手を獲得するなどエースとして活躍した。関西六大学リーグ通算67試合に登板して26勝22敗、防御率1.62の成績で、最優秀選手に1度、最優秀投手に2度、ベストナインに3度選出された。4年秋にはリーグ優勝を経て明治神宮大会に出場。

### 大洋・横浜時代
1991年のドラフト3位で横浜大洋ホエールズに入団し、1年目から先発ローテーション投手として活躍した。
ストレートは130キロ台半ばで、カーブやスライダー、シュートなどで打たせて取る投球が持ち味だった。投球フォームはオーバースローだが、1試合のうちで何球かをサイドスローで投げてバッターのタイミングを外し、ボールカウントを整えた。有働自身はこのサイドスローを「おちょくり投法」と呼んだ。
1993年に球団名が横浜へ変更されて以後最初の開幕投手を務め、オールスターゲームにも出場した。1994年も開幕投手を務めて勝利投手になり、規定投球回数も満たしてしチーム二位の8勝を挙げた。
酒好きで知られ、同じく酒豪だった同僚の盛田幸妃と仲が良く、キャンプで盛田とともに部屋をスナック化し、コーチの部屋へいたずら電話をしたり、早朝の4時に後輩を呼びつけて酒を飲ませるなどしながら、1か月間不眠で酒をあおっていたという。
以降は体重増などから恒常的に精彩を欠き、成績は年々下降。1996年は防御率8点台とふるわず、球団から戦力外通告されると、兄貴分の佐々木主浩が球団に猛抗議。佐々木はメジャーリーグへの挑戦もほのめかした。

### 中日時代
1997年に中日ドラゴンズへテスト入団し、開幕5戦目に先発投手で登板するなどローテーションの谷間を埋める戦力として期待された。8月17日の対ヤクルト21回戦で、延長10回を1失点（9安打1四死球）に抑える好投を見せたが白星はつかず、移籍1年目は閉幕直前の10月に中継ぎで横浜から1勝をあげるにとどまった。
1998年はウエスタン・リーグ最多勝投手となるが、投手陣の層が厚くなり一軍登板はなかった。1999年もチームはリーグ制覇をしたが一軍で登板できず、オフに戦力外通告されてオリックス・ブルーウェーブの入団テストを受けるも不合格となる。

### 台湾時代
2000年は台湾の和信ホエールズで活躍した。球速はないものの精緻なコントロールで5勝7敗・防御率2.26の記録を残したが、和信フロントは先発投手としてスタミナ不足であることを懸念し、他の選手と契約するためにシーズン中に戦力外を通告した。

### 引退後
退団後はヤクルトスワローズの打撃投手を経て、2003年からは古巣横浜に戻って打撃投手を務めた。2009年からはスコアラーやチームサポーターも兼務。2015年、2016年にはDeNAの二軍投手兼育成担当コーチを務め、再度スコアラーとなった。

## 詳細情報

### 年度別投手成績
| 年 度     | 球 団     | 登 板 | 先 発 | 完 投 | 完 封 | 無 四 球 | 勝 利 | 敗 戦 | セ 丨 ブ | ホ 丨 ル ド | 勝 率 | 打 者 | 投 球 回 | 被 安 打 | 被 本 塁 打 | 与 四 球 | 敬 遠 | 与 死 球 | 奪 三 振 | 暴 投 | ボ 丨 ク | 失 点 | 自 責 点 | 防 御 率 | W H I P |
| --------- | --------- | ----- | ----- | ----- | ----- | -------- | ----- | ----- | -------- | ----------- | ----- | ----- | -------- | -------- | ----------- | -------- | ----- | -------- | -------- | ----- | -------- | ----- | -------- | -------- | ------- |
| 1992      | 大洋 横浜 | 19    | 9     | 1     | 0     | 0        | 3     | 6     | 0        | --          | .333  | 275   | 61.1     | 62       | 7           | 35       | 1     | 4        | 38       | 2     | 0        | 36    | 34       | 4.99     | 1.58    |
| 1993      | 大洋 横浜 | 25    | 20    | 1     | 0     | 0        | 6     | 6     | 0        | --          | .500  | 487   | 122.2    | 98       | 13          | 36       | 0     | 5        | 69       | 1     | 0        | 48    | 45       | 3.30     | 1.09    |
| 1994      | 大洋 横浜 | 28    | 22    | 2     | 0     | 1        | 8     | 7     | 0        | --          | .533  | 556   | 130.0    | 150      | 14          | 40       | 2     | 3        | 57       | 2     | 0        | 49    | 49       | 3.39     | 1.46    |
| 1995      | 大洋 横浜 | 22    | 15    | 0     | 0     | 0        | 4     | 7     | 0        | --          | .364  | 348   | 78.2     | 94       | 7           | 34       | 2     | 0        | 35       | 1     | 0        | 47    | 47       | 5.38     | 1.63    |
| 1996      | 大洋 横浜 | 14    | 10    | 1     | 0     | 0        | 1     | 3     | 0        | --          | .250  | 200   | 40.0     | 71       | 4           | 18       | 0     | 3        | 12       | 3     | 0        | 39    | 37       | 8.33     | 2.23    |
| 1997      | 中日      | 19    | 3     | 0     | 0     | 0        | 1     | 4     | 0        | --          | .200  | 153   | 37.1     | 39       | 2           | 11       | 1     | 2        | 20       | 1     | 1        | 17    | 17       | 4.10     | 1.34    |
| 2000      | 和信      | 18    | 14    | 0     | 0     | 0        | 5     | 7     | 1        | 0           | .417  | 359   | 83.2     | 92       | 4           | 17       | 1     | 4        | 27       | 1     | 1        | 36    | 21       | 2.26     | 1.31    |
| NPB：6年  | NPB：6年  | 127   | 79    | 5     | 0     | 1        | 23    | 33    | 0        | --          | .411  | 2019  | 470.0    | 514      | 47          | 174      | 6     | 17       | 231      | 10    | 1        | 236   | 229      | 4.39     | 1.46    |
| CPBL：1年 | CPBL：1年 | 18    | 14    | 0     | 0     | 0        | 5     | 7     | 1        | 0           | .417  | 359   | 83.2     | 92       | 4           | 17       | 1     | 4        | 27       | 1     | 1        | 36    | 21       | 2.26     | 1.31    |

- 大洋（横浜大洋ホエールズ）は、1993年に横浜（横浜ベイスターズ）に球団名を変更

### 記録
NPB投手記録
- 初登板：1992年4月23日、対阪神タイガース5回戦（横浜スタジアム）、8回表に4番手として救援登板、1回無失点
- 初先発登板・初完投・初勝利・初先発勝利・初完投勝利：1992年5月3日、対中日ドラゴンズ5回戦（横浜スタジアム）、9回1失点7被安打7奪三振2与四死球
- 初奪三振：同上

NPB打撃記録
- 初打席：1992年5月3日、対中日ドラゴンズ5回戦（横浜スタジアム）、上原晃と対戦
- 初安打：同上、単打[注 1]
- 初打点：同上、上原晃から1打点

NPBその他の記録
- オールスターゲーム出場：1回 （1993年）

### 背番号
- 10 （1992年 - 1993年）
- 14 （1994年 - 1996年）
- 42 （1997年 - 1999年）
- 21 （2000年）
- 91 （2001年 - 2002年）
- 99 （2003年）
- 103 （2004年 - 2008年、2010年 - 2014年）
- 86 （2015年 - 2016年）

### 登録名
- 有働 克也 （うどう かつや、1992年 - 1996年8月12日、1997年 - 1999年）
- 有働 勝次 （うどう かつじ、1996年8月13日 - 同年終了）